# Kecove
Kecove é um filme de drama búlgaro de 2011 dirigido e escrito por Valeri Yordanov e Ivan Vladimirov. Foi selecionado como representante da Bulgária à edição do Oscar 2013, organizada pela Academia de Artes e Ciências Cinematográficas.

## Elenco
- Ivo Arakov - Wee
- Phillip Avramov
- Ivan Barnev - Ivo
- Vasil Draganov - Fatso